# William Tryon
William Tryon (8. června 1729 Surrey – 27. ledna 1788 Londýn) byl britský generál a koloniální úředník. Jako osmý guvernér provincie Severní Karolína sloužil v letech 1765–1771. V letech 1771–1780 byl 39. guvernérem státu New York.

## Životopis
William Tryon se narodil 8. června 1729 v rodinném sídle v Norbury Park v hrabství Surrey v Anglii, jako syn Karla Tryona a lady Mary Shirley. Jeho dědečkem z matčiny strany byl Robert Shirley, 1. hrabě Ferrers. V roce 1751 vstoupil do armády jako poručík v 1. pěšího pluku granátníků a později byl povýšen na kapitána. Měl dceru s Mary Stanton, se kterou se nikdy neoženil. V roce 1757 se oženil s Margaret Wake, londýnskou dědičkou s věnem 30000 liber. Její otec, William Wake, byl v letech 1742–1750 guvernérem v Bombaji a členem společnosti The East India Company (EIC), což byla britská akciová společnost, založená k rozvoji obchodu v oblasti Indického oceánu, zejména východní Indie. Wake zemřel na lodi cestou kolem Mysu Dobré naděje na cestě domů. V roce 1758 byl Tryon povýšen na podplukovníka. Po Margaretě byl později pojmenován okres Wake County v Severní Karolíně.

### Sedmiletá válka
Během Sedmileté války se Tryon a jeho pluk zapojili do operace v Cherbourg – St Malo. Přistáli v Cherbourgu a zničili všechna válečná zařízení. V září se znovu pustili do boje v St. Malo, kde operace probíhala hladce až do 11. září 1758, kdy se v bitvě u Saint Cast dostali Britové pod intenzivní palbu Francouzů a byli nuceni ustoupit. Tryon byl zraněn na stehně a na hlavě.

### Guvernér Severní Karolíny
Dne 26. dubna 1764 získal Tryon díky rodinným kontaktům funkci guvernéra provincie Severní Karolína. Přicestoval s celou rodinou včetně mladé dcery, a architekta Johna Hawkse. Začátkem října Tryon zjistil, že předchozí guvernér, Arthur Dobbs, funkci neopustil. A navíc Dobbs oznámil, že svůj úřad opustí až v květnu. Přestože měl oficiální titul nadporučík-guvernér,ocitl se bez příjmu. V roce 1765 byl zrekonstruován dům zvaný Russelborough na řece Cape Fear poblíž města Brunswick. Dům sloužil jako vice-guvernérova rezidence. Tryon funkci guvernéra začal vykonávat, až po smrti Dobbse. Ten zemřel 28. března 1765. Dne 10. července Tryona anglický král Jiří III. povýšil na guvernéra.
Poté, co převzal úřad guvernéra se věnoval rozšíření anglikánské církve v Severní Karolíně. Protože v té době bylo v Severní Karolíně pouze pět anglikánských kostelů, Tryon usiloval o dokončení rozestavěných stavebních projektů anglikánských kostelů v Brunswicku, Wilmingtonu, Edentonu a New Bernu v Severní Karolíně. Také jmenoval členy duchovenstva pro tyto oblasti a podporoval stavbu nových kostelů, zejména ve venkovských oblastech.
V Severní Karolíně existovala silná opozice proti zákonu Stamp Act (Kolkový zákon) z roku 1765. Na podzim roku 1765 se konal v New Yorku sjezd zástupců několika amerických kolonií, tak zvaný "Stamp Act Congress" (7. – 25. října 1765), později znám jako kontinentální kongres. Shromáždění odhlasovalo jednotný protest proti novému britskému zdanění. Tryon odmítal umožnit konání sjezdu od 18. května 1765 do 3. listopadu 1766 ve snaze zabránil přijetí usnesení proti zákonu Stamp Act. Uvedl, že on osobně je také proti Stamp Act a nabídl se, že zaplatí požadované daně. Požádal ovšem o vojsko k vynucení uplatnění zákona, ale dne 25. června 1766 byl informován, že byl tento zákon zrušen.
V letech 1764 až 1764 vypracoval s architektem Johnem Hawksem plány na vybudování velkorysé stavby nového sídla guvernéra, které by také fungovalo jako sídlo vlády. V prosinci 1766 zákonodárce Severní Karolíny schválil 5 000 £ na tuto stavbu. Tryon ovšem řekl, že tato částka naprosto nestačí pro plány které vytvořil s Hawksem; výstavba sídla tím „základním způsobem“ by stála nejméně 10 000 liber, aniž by zahrnovala budovy, které si naplánoval. Hawks souhlasil, že bude dohlížet na stavbu po dobu tří let a na Tryonův příkaz odcestoval do Filadelfie najmout pracovníky; neboť Tryon řekl, že lidé v Severní Karolíně by nevěděli, jak postavit takovou budovu. Podařilo se mu přesvědčit úředníky zvýšit daně aby mohl svůj projekt financovat. Nepopularita nových daní vyvolala hanlivou přezdívku budovy „Tryon Palace“. V roce 1770 se Tryon přestěhoval do dokončeného sídla. Budova se stala „památkou bohatství a elegance v amerických koloniích.“
Ačkoli Tryon dosáhl některých pozoruhodných zlepšení v kolonii, například vytvoření poštovní služby v 1769, je nejznámější surovým potlačením povstání v západní Severní Karolíně, známé jako War of the Regulation v období 1768 až 1771. Povstání bylo způsobeno částečně nesouhlasem se zdaněním uloženým aby bylo možno zaplatit za palác Tryon v New Bern (který Tryon určil jako hlavní město provincie) a částečně za zneužívání daní a podvody vládních úředníků. Rebelie, kterou někteří považují za první signál americké revoluční války, byla potlačena v bitvě u Great Alamance Creek v západní části Severní Karolíny, kdy 16. května 1771 koloniální milice porazila 2 000 rebelů.
Po bitvě nařídil Tryon popravu sedmi údajných povstalců usvědčených soudcem Richardem Hendersonem. Většina mužů byla obviněna z porušení zákona Riot Act z 1. srpna 1715 – zákon vydaný parlamentem Velké Británie, který povolil místním úřadům prohlásit jakoukoli skupinu 12 a více osob za nezákonné shromáždění (zrušen v roce 1967). Mezi popravenými muži byli James Few, Benjamin Merrell, Enoch Pugh, Robert Matear, „kapitán“ Robert Messer a další dva.
Šesi dalších odsouzených: Forrester Mercer, James Stewart, James Emmerson, Herman Cox, William Brown a James Copeland – dostalo prominutí trestu králem Jiřím III. a Tryon je propustil. Povstání někteří historici vnímají jako předchůdce americké revoluce. Tryon poté znovu zvýšil daně, aby zaplatil vydání za milici bojující proti rebelům. 

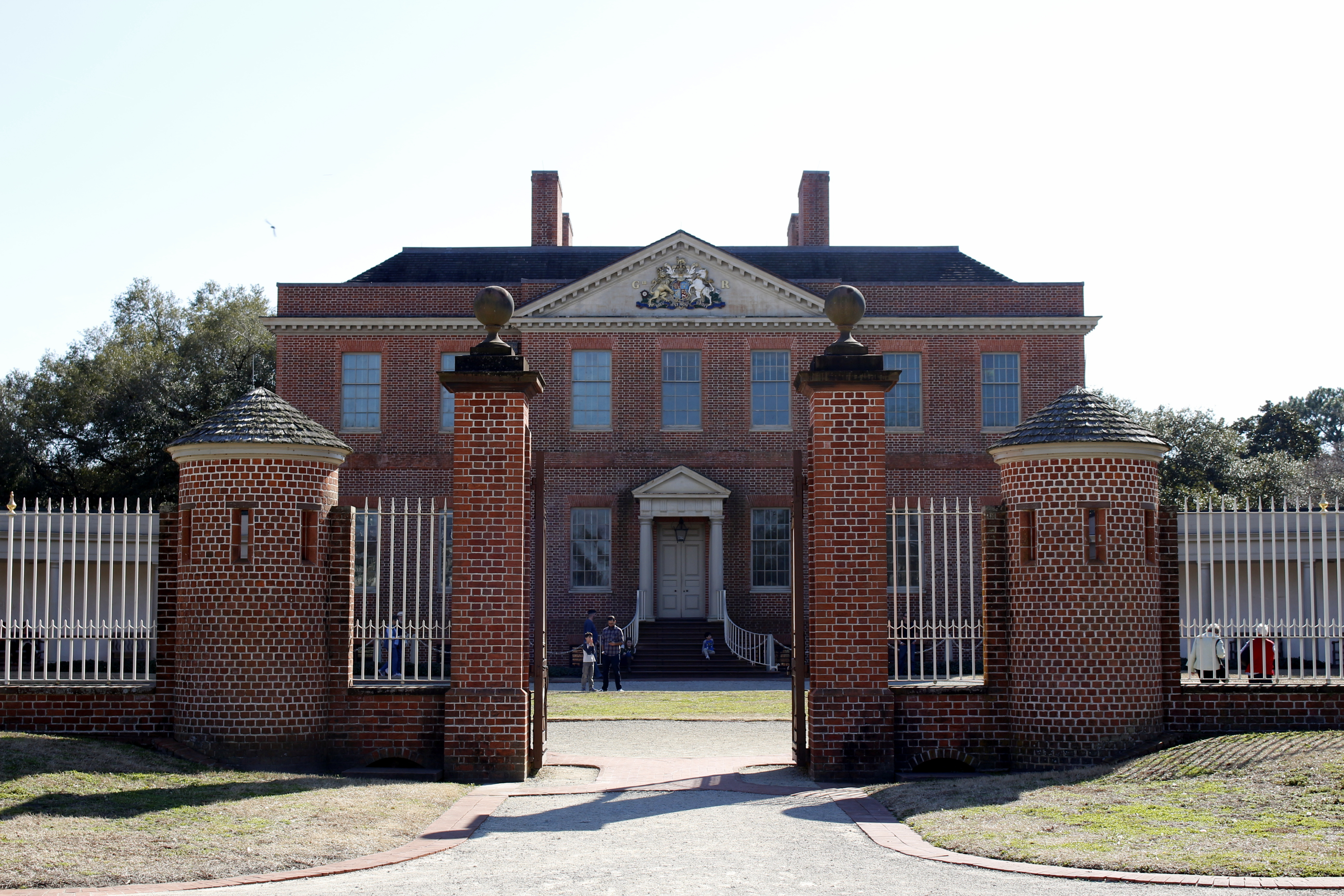
Obnovený Tryon Palace v New Bern v Severní Karolíně. Je součástí státního historického parku Tryon Palace, muzea historie pod širým nebem.

Dne 30. června 1771 Tryon opustil Severní Karolínu, jeho vláda skončila. Tryon Palace byl v 50. letech 20. století rekonstruován s využitím původních architektonických plánů, které vypracoval John Hawks.

### Guvernér New Yorku
Dne 8. července 1771 Tryon dorazil do provincie New York a stal se její guvernérem. V letech 1771 a 1772 se mu podařilo shromáždit odpovídající prostředky pro rozčlenění britských vojsk a také dne 18. března 1772 pro zřízení milice. Prostředky byly také vyčleněny na obnovu obranných sil města New York.
V roce 1772 vznikla v New Yorku silná opozice proti plánovanému zákonu Tea Act, schválenému britským parlamentem v roce 1773. V prosinci 1773 Sons of Liberty (Synové svobody – tajná revoluční organizace, která byla vytvořena ve třinácti amerických koloniích, aby prosazovala práva evropských kolonistů a bojovala proti zdanění britskou vládou) „přesvědčili“ úředníky, kteří se zabývali dovozem čaje aby rezignovali. Tryon navrhl čaj vyložit a uložit do Fort George. Sons of Liberty byli proti a jejich newyorský vůdce Alexander McDougall řekl: „zabraňte lodím vjet do přístavu a zabijte guvernéra a celou radu“. Když 22. prosince dorazila zpráva o události známé jako Bostonské pití čaje, Tryon se vzdal pokusu čaj vyložit. Vzkázal do Londýna, že je možno dostat čaj na břeh „pouze pod ochranou bajonetů a děl, nevidím jiné řešení.“ V roce 1774 Newyorčané vyhodili do moře celou zásilku čaje.
Dne 29. prosince 1773 bylo sídlo guvernéra kompletně zničeno požárem. Škoda byla vyčíslena na pět tisíc liber.

### Americká válka za nezávislost
Dne 7. dubna 1774 Tryon odcestoval do Anglie. Po dobu Tryonovy nepřítomnosti byl úřadujícím guvernérem New Yorku Cadwallader Colden. Tryon se do New Yorku vrátil 25. června 1775 po zahájení americké revoluční války. Isaac Sears se v červenci vrátil z kontinentálního kongresu s příkazem, aby byl Tryon zatčen, ale George Washington nařídil Philipu Schuylerovi, veliteli v New Yorku, nechat Tryona na svobodě.
19. října 1775 byl Tryon nucen hledat útočiště na britské lodi Halifax, kotvící v přístavu v New Yorku. Následně zřídil velitelství u pobřeží na palubě obchodní lodi Duchess of Gordon. V roce 1776 rozpustil stávající New York Assembly a vyhlásil v únoru nové volby do sněmu. Když i nový sněm hlasoval pro nezávislost, Tryon sněm rozpustil.
Během jara a léta 1776 Tryon a starosta New Yorku, David Mathews, společně plánovali únos generála George Washingtona a vraždy jeho hlavních důstojníků. Do spiknutí byl zapojen jeden z Washingtonových bodyguardů, Thomas Hickey. Hickey byl ve vězení za předávání padělaných peněz. Tam se s plánem pochlubil svému spoluvězni Isaacu Ketchamovi. Ketcham spiknutí odhalil úřadům ve snaze získat vlastní svobodu. Hickey byl souzen válečným soudem a 28. června 1776 byl pověšen na vzpouru.
V červnu přijel admirál William Howe, 5. vikomt Howe s britskou armádou do New Yorku. Howe vyhlásil v New Yorku stanné právo. Vojenským velitelem města se stal James Robertson, který byl 40. guvernérem New Yorku od roku 1779 do 1783. Tryon si zachoval svůj nominální titul jako guvernér, ale s malou pravomocí.
Na počátku roku 1777 byla Tryonovi přidělena hodnost generálmajora provincií. V dubnu dostal rozkaz napadnout Connecticut, dorazit do města Danbury a zničit tam vojenský materiál. Tryon založil své sídlo v domě loajalisty jménem Joseph Dibble na jižním konci vesnice a poblíž veřejných obchodů. Generálové Agnew a Erskine sídlili v domě poblíž mostu, na horním konci hlavní ulice, nyní ve vlastnictví pana Knappa. Všechny ostatní domy ve vesnici byly v noci naplněny britskými jednotkami.
Tryon dosáhl vítězství nad americkými Patrioty v bitvě u Ridgefieldu. Američané bojovali pod vedením generála Davida Woostera a Benedikta Arnolda. V květnu 1778 dostal Tryon hodnost generálmajora v britské armádě, ale platnou pouze v Americe, a také hodnost plukovníka 70. pěšího pluku. Stal se velitelem britských sil na Long Islandu
Tryon dlouho obhajoval vojenské útoky na civilní cíle, ale Clinton Tryonovy návrhy odmítal. V červenci 1779 Tryon velel řadě útoků na pobřeží Connecticutu, na města New Haven, Fairfield a Norwalk. Fairfield a Norwalk vydrancoval a vypálil. Cílem těchto akcí bylo odvrátit americké síly od obrany údolí řeky Hudson. Navzdory tlaku guvernéra Connecticatu Jonathana Trumbulla generál Washington své jednotky nepřemístil. Američané Tryona odsoudili za válku proti „ženám a dětem“ a britský velitel Clinton byl také rozhořčen tím, že Tryon neuposlechl jeho rozkazů. Tryon sice našel porozumění u lorda George Germaina, ale Clinton odmítl pověřit Tryona dalšími významnými úkoly.

## Další život

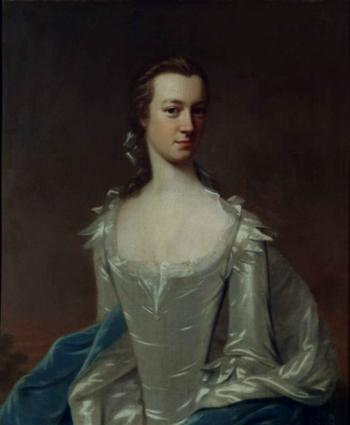
Portrét Margaret Wake Tryonové z 18. století od Edmunda Fanninga, manželky guvernéra Williama Tryona.

V září 1780 se Tryon vrátil do svého domova v Londýně v Anglii. Nadále velel 70. pěšímu pluku v koloniích. V roce 1783 přikázal pluku návrat do Anglie a rozpustil ho. V roce 1782 byl povýšen na generálporučíka. V roce 1784 velel jako plukovník 29. pěšímu regimentu, který byl umístěn v Kanadě.
Zemřel ve svém domě v Londýně 27. ledna 1788 a byl pohřben v kostele St Mary's Church, Twickenham, Middlesex, Anglie
Tryonovův postup během americké revoluce byl oběma stranami konfliktu popsán jako mimořádně brutální. Tryon sice bývá prezentován jako rozumný a kompetentní správce, který zlepšil koloniální poštovní službu, jeho pověsti však uškodila poslušnost k nadřízeným před válkou a neuposlechnutí rozkazů během války a dále pak přílišná tvrdost jeho vedení války na neutrální půdě v New Yorku. Například historik Thomas B. Allen uvádí na straně 202 jeho kniky Tories: „Tryonův způsob vedení války metodou „spálené země“ šokoval mnoho britských důstojníků a pobouřil Patrioty.“ Podle Allena „Joseph Galloway, přední vůdce konzervativní strany, obviňoval Brity a loajalisty že oficiálně tolerovali loupení a dokonce i znásilňování. Galloway uvedl, že při vyšetřování podporovaném čestnými prohlášeními bylo zjištěno: zdá se, že v jediné čtvrti v New Jersey bylo spácháno nejméně dvacet tři [znásilnění], některé z nich na vdaných ženách, v přítomnosti jejich bezmocných manželů, další na jejich dcerách, zatímco nešťastní plačící rodiče mohli jen přihlížet této brutalitě." Obdobně v New Yorku obvinili občané a důstojníci příslušníky Hesenských pluků, britských Redcoats (červenokabátníci) a amerických Loyalistů, že vykrádali domy, znásilňovali ženy a vraždili civilisty.“

## Památníky
Cherokee dali Tryonovi jméno „Vlk“ pro jeho jednání při stanovení hranice jejich území v západní části kolonie.
- Tryon County v New Yorku a Tryon County v Severní Karolína, později přejmenováno.
- Město Tryon, Severní Karolína.
- Tryon Palace v New Bern, Severní Karolína.
- Tryon, oblast na ostrově Prince Edward v Kanadě.
- Tryon Amateur Radio Club,[9] pojmenován po Tryon County in NY, nyní Fulton County.
- Fort Tryon Park na Manhattanu v New York City, po většinu americké revoluce v držení Britů.
- Ulice v New York, Tryon Row[10]
- Tryon Avenue v Norwoodu, Bronx, New York.
- Tryon Hills je prominentní čtvrť v Charlotte, Severní Karolína, Tryon Street je v tomto městě hlavní dopravní tepnou.
- Tryon Road v městě Raleigh,Severní Karolína, Wake County, Severní Karolína, nese jméno jeho ženy Margaret Wake Tryon.
- Tryon Street, Burlington, Severní Karolína.
- Tryon Street, Hillsborough, Severní Karolína.
- Tryon Street, Albany, New York.
- Tryon Street, South Glastonbury, Connecticut. Majitelkou pozemku je Sarah Jane Tryon-Betts, stejně jako její strýc; Charles Tryon. Mnoho domů na Tryon Street sahá až do konce 18. století a některý nábytek byl vyroben truhlářem Isaacem Tryonem, kolem roku 1772.